# Tân Thanh, Tuyên Quang
Tân Thanh là một xã thuộc tỉnh Tuyên Quang, Việt Nam.

## Địa lý
Xã Tân Thanh nằm ở phía nam huyện Sơn Dương, nằm trên trục đường quốc lộ 2C (bắt đầu từ thành phố Vĩnh Yên của tỉnh Vĩnh Phúc và kết thúc tại thị trấn Sơn Dương), cách tỉnh Vĩnh Phúc khoảng 13 km, cách thành phố Tuyên Quang 40 km, cách thị trấn Sơn Dương 20 km, cách Hà Nội khoảng 100 km, có vị trí địa lý:
- Phía đông giáp xã Hợp Hòa và xã Thiện Kế
- Phía tây giáp các xã Chi Thiết, Đông Lợi, Đông Thọ, Đồng Quý
- Phía nam giáp các xã Đại Phú, Phú Lương, Sơn Nam
- Phía bắc giáp xã Phúc Ứng.

Xã Tân Thanh có diện tích 47,50 km², dân số năm 2018 là 5.893 người, mật độ dân số đạt 124 người/km².

## Lịch sử
Địa bàn xã Tân Thanh hiện nay trước đây vốn là hai xã Tuân Lộ và Thanh Phát thuộc huyện Sơn Dương.
Trước khi sáp nhập, xã Tuân Lộ có diện tích 26,80 km², dân số là 4.681 người, mật độ dân số đạt 175 người/km². Xã Thanh Phát có diện tích 20,70 km², dân số là 1.212 người, mật độ dân số đạt 59 người/km².
Ngày 21 tháng 11 năm 2019, Ủy ban Thường vụ Quốc hội ban hành Nghị quyết 816/NQ-UBTVQH14 về việc sắp xếp các đơn vị hành chính cấp huyện, cấp xã thuộc tỉnh Tuyên Quang (nghị quyết có hiệu lực từ ngày 1 tháng 1 năm 2020). Theo đó, sáp nhập toàn bộ diện tích và dân số của hai xã Tuân Lộ và Thanh Phát thành xã Tân Thanh.